# Елизаветино (Забайкальский край)
Елизаве́тино — село в Читинском районе Забайкальского края. Является центром сельского поселения «Елизаветинское».
Расположено на левом берегу реки Оленгуй в 45 км к югу от Читы и в 18 км к юго-западу от посёлка Новокручининский.

## История
Село основано в 1803 году по указу императора Павла I от 1799 года «О заселении Забайкалья государственными поселенцами». В 1917 году в селе появился первый магазин. В 1932 году начала работать елизаветинская коммуна «Передовой хлебороб». Позже «Забайкальский рабочий» и «Интернационал» объединились в один колхоз. В 1933 году в село открылись детские ясли и медицинский пункт. Село стало центральной усадьбой совхоза «Оленгуйский», состоящего из трех сёл: Елизаветино, Александровка и Верх-Нарым. Совхоз являлся одним из крупных хозяйств Читинского района. В Елизаветино установлен памятник воинам, павшим в боях за Родину. Село широко известно съемками здесь фильма «Даурия» по роману Константина Седых, проходившими здесь в 1969 году.

## Население
| 2010 | 2021 |
| ---- | ---- |
| 866  | ↘731 |

## Галерея

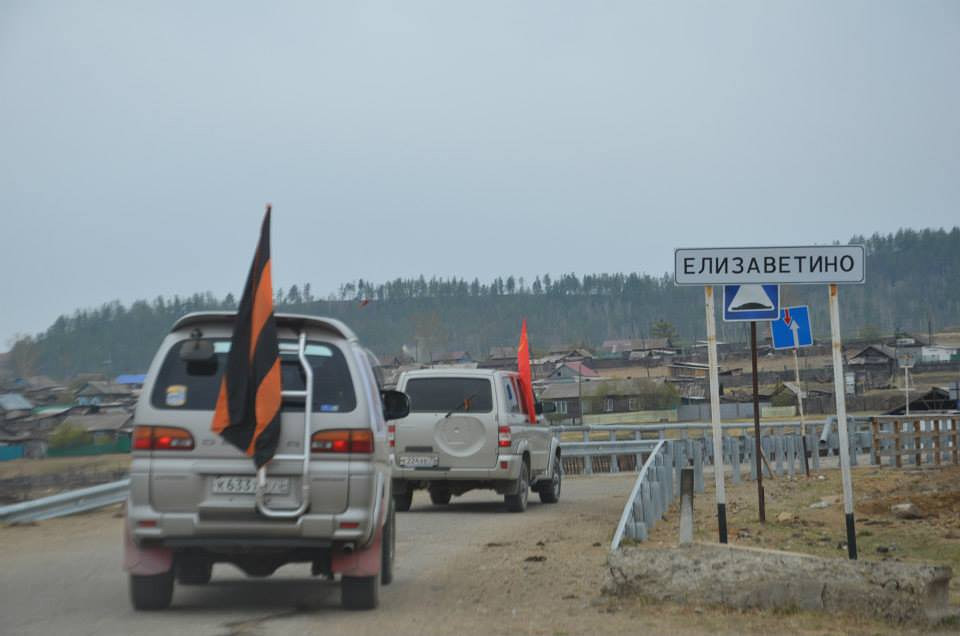
Въезд в село
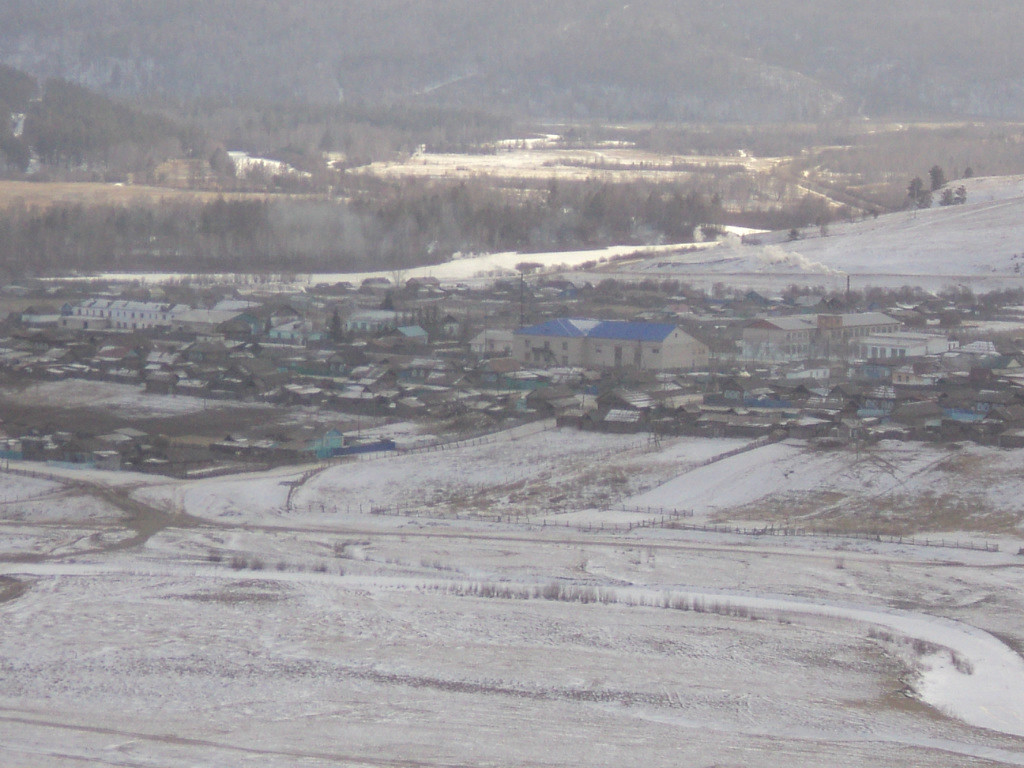
Вид зимой
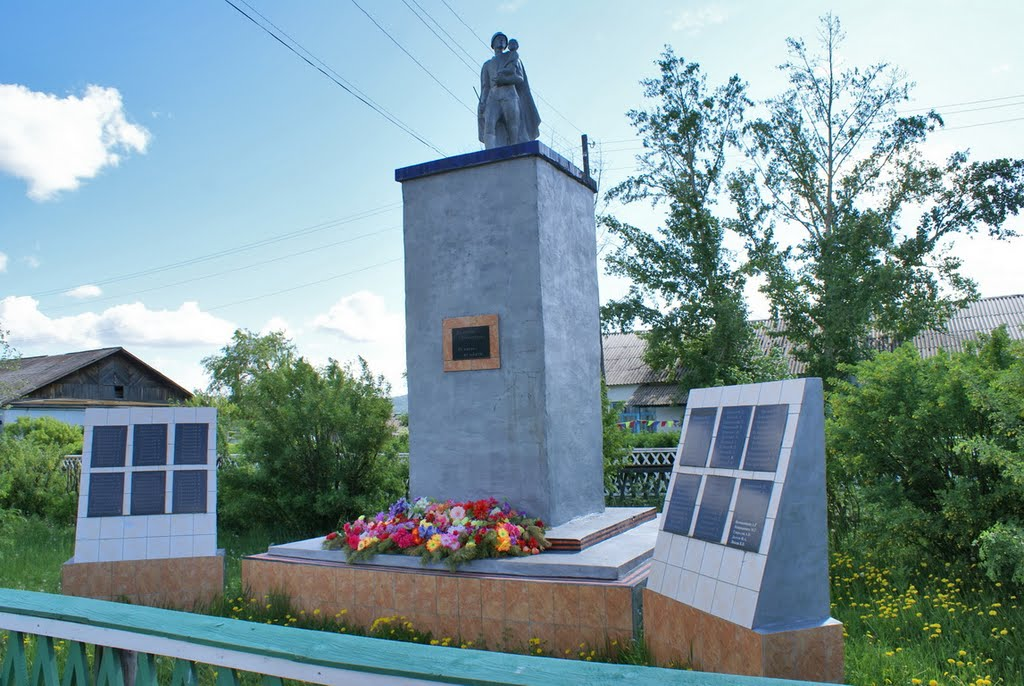
Мемориал
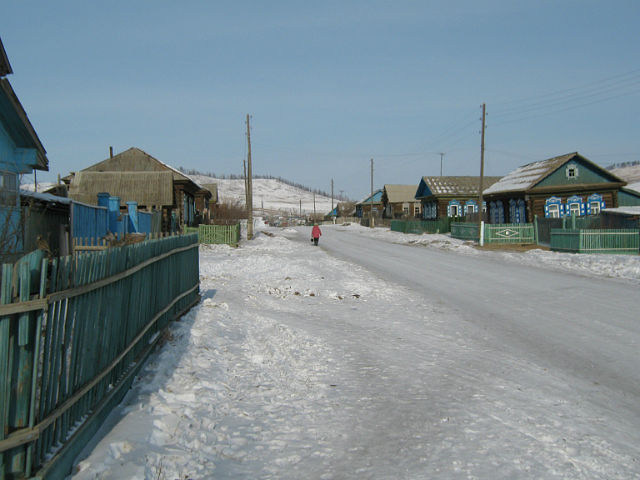
ул. Киргизова
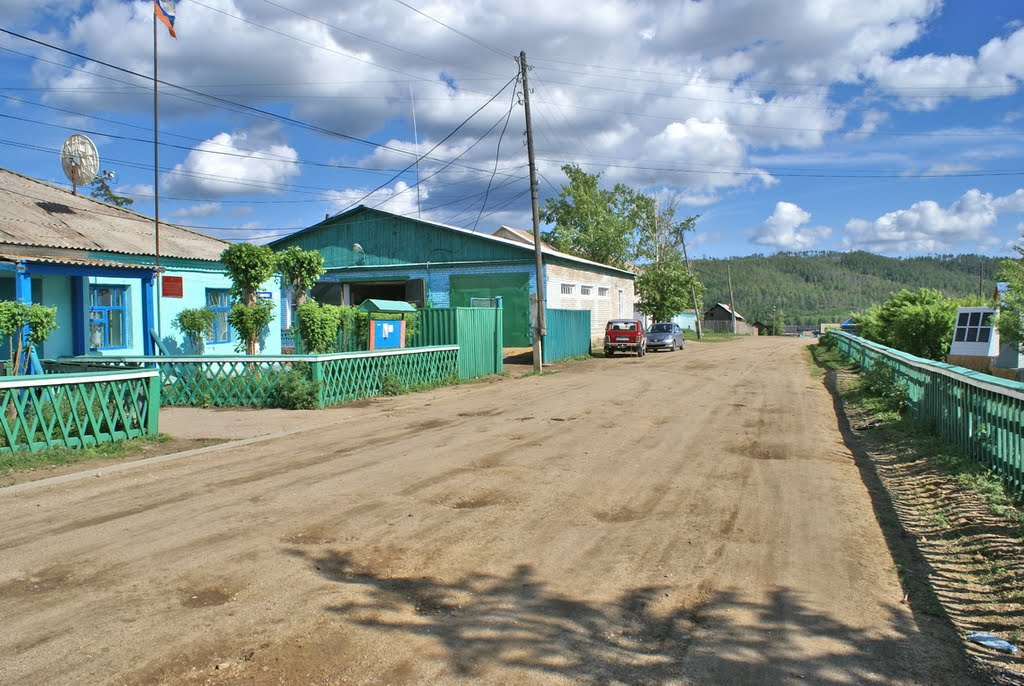
ул. Пионерская
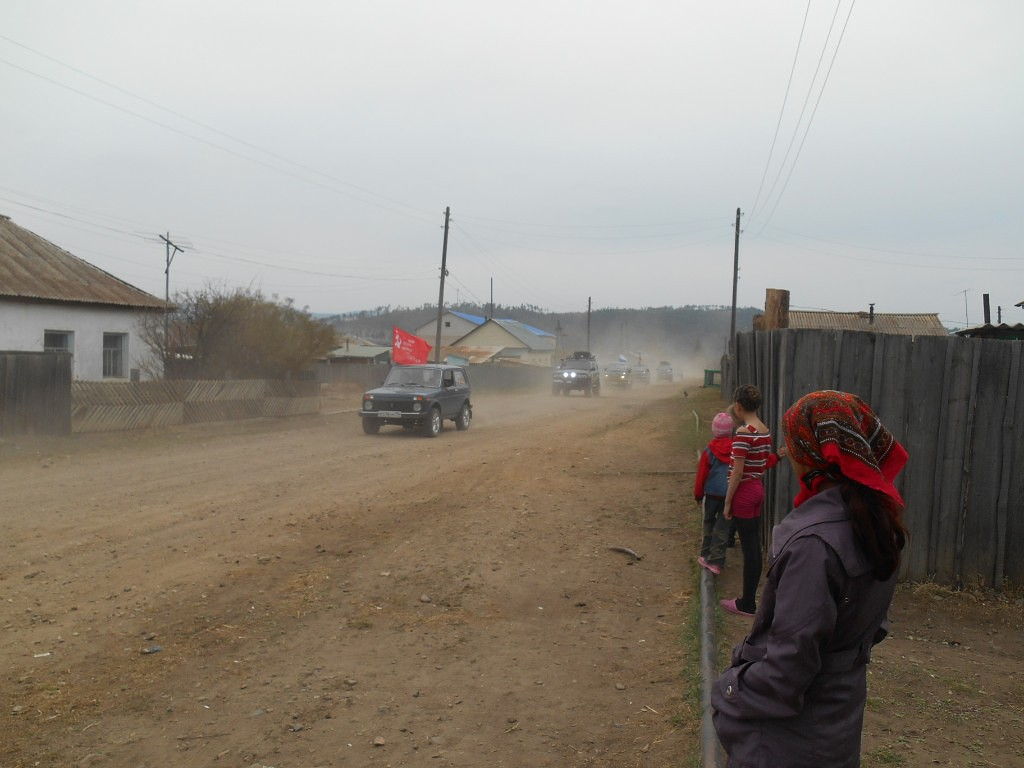
День победы, автопробег